# سان مارتینو ین پنزیلیس
سان مارتینو ین پنزیلیس (به ایتالیایی: San Martino in Pensilis) یک کومونه در ایتالیا است که در استان کامپوباسو واقع شده‌است. سان مارتینو ین پنزیلیس ۱۰۰٫۳ کیلومتر مربع مساحت و ۴٬۸۰۳ نفر جمعیت دارد و ۱۵ متر بالاتر از سطح دریا واقع شده‌است.